# Shahrestān-e Shahreẕā
Shahrestān-e Shahreẕā (persiska: شهرستان شهرضا, شهرضا) är en delprovins (shahrestan) i Iran.   Den ligger i provinsen Esfahan, i den centrala delen av landet, 400 km söder om huvudstaden Teheran. Administrativt centrum är staden Shahreza.
Delprovinsen hade 159 797 invånare 2016.